# بتل، شهرستان مک‌کرتین، اکلاهما
بتل (به انگلیسی: Bethel) یک منطقهٔ مسکونی در ایالات متحده آمریکا است که در اکلاهما واقع شده‌است.